# Windows RT
Windows RT é uma edição do sistema operacional Windows 8, projetado para os dispositivos móveis que utilizam arquitetura ARM. A Microsoft desenvolveu este sistema especificamente para dispositivos móveis, para o uso de sua vantagem energética, prolongando o vida da bateria e também para promover uma experiência de uso mais "confiável" para o usuário com o tempo. Em comparação com outros sistemas operacionais móveis, o Windows RT suporta um número relativamente grande de acessórios e periféricos via USB, também inclui o pacote de escritório Microsoft Office 2013 otimizado para dispositivos que usam a arquitetura ARM. Entretanto, o Windows RT possui a mesma interface e funcionalidades do Windows 8, mas contém inúmeras limitações, isso inclui o único meio de instalação de aplicativos compatíveis, a Windows Store, e a ausência de funcionalidades destinadas ao mercado corporativo.
O primeiro protótipo do sistema foi revelado em Janeiro de 2011, durante a Consumer Eletronics Show, sendo lançado oficialmente junto com o Windows 8, em 26 de Outubro de 2012, também foram lançados três tablets utilizando o sistema, com um sendo o Microsoft Surface RT. Diferente da maioria das outras versões do Windows, o Windows RT só está disponível como software pré-carregado em dispositivos projetados especificamente por fabricantes. O sistema operacional foi disponibilizado em um total de sete dispositivos, os quais sendo tablets, com dois fabricado pela própria Microsoft.
O Windows RT foi lançado com críticas mistas a partir de vários pontos de venda e críticos. Alguns sentiram que dispositivos Windows RT tinha vantagens sobre outras plataformas móveis (como o iOS ou Android) por causa de seu pacote de software e a habilidade de usar uma ampla variedade de periféricos e acessórios via USB. Críticos e analistas têm considerado o Windows RT um sucesso comercial, considerando a fraca adopção de dispositivos Windows RT pelos consumidores como resultado de seu posicionamento claro em comparação com o Windows 8, suas limitações de compatibilidade de software (junto com uma relativamente baixa seleção de aplicativos) e da introdução de dispositivos com Windows 8 com a vida da bateria e funcionalidades que atendem ou superam a de dispositivos com o Windows RT. Como resultado, vários fornecedores retiraram seu apoio a plataforma, e em agosto de 2013, a Microsoft teve uma perda de US$ 900 milhões em consequência de baixas vendas do tablet Microsoft Surface RT. Apesar destas deficiências, a Microsoft e a Nokia (na época em compra pela Microsoft) introduziu novos produtos do Windows RT no final de 2013.

## História
No 2011 Consumer Electronics Show, foi anunciado oficialmente que a próxima versão do Windows ofereceria suporte para execução system-on-chips de arquitetura ARM . Presidente da divisão do Windows Steven Jay Sinofsky mostrou uma versão inicial de uma porta do Windows para a arquitetura, de codinome Windows em ARM (WoA), rodando em protótipos com Qualcomm Snapdragon, Texas Instruments OMAP, e Nvidia Tegra 2 chips. Os protótipos contou com versões de trabalho do Internet Explorer 9 (com suporte a DirectX via GPU o Tegra 2), Powerpoint e Word, juntamente com o uso de drivers de classe para permitir a impressão de uma impressora Epson. Sinofsky sentiu que a mudança para projetos SoC eram "uma evolução natural do hardware que é aplicável a uma grande variedade de fatores de forma, não apenas para lousas", enquanto o CEO da Microsoft, Steve Ballmer enfatizou a importância do apoio SoCs no Windows, proclamando que o sistema operacional seria "em todos os lugares em todo o tipo de dispositivo sem compromisso".
Desenvolvimento inicial em WoA ocorreu por portar o código do Windows 7; smartphones com Windows Mobile foram usados para testar cedo builds de WoA devido à falta de tablets baseados em ARM facilmente disponíveis. Mais tarde, o teste foi realizado usando uma matriz de design personalizado de sistemas baseados em ARM montados em rack. Alterações à base de código do Windows foram feitas para otimizar o sistema operacional para o hardware interno de dispositivos ARM, mas uma série de normas técnicas tradicionalmente utilizadas por sistemas x86 também são utilizados. Dispositivos WoA usaria firmware UEFI, e ter um Trusted Platform Module baseada em software para suporte à criptografia do dispositivo e UEFI Secure Boot. ACPI também é usado para detectar e controlar dispositivos plug and play e fornecer gerenciamento de energia fora do SoC. Para ativar o suporte a hardware mais amplo, periféricos como dispositivos de interface humana, armazenamento e outros componentes que usam USB e I ² conexões C usam drivers de classe e protocolos padronizados. Windows Update serve como mecanismo para atualizar todos os drivers do sistema, software e firmware.
Microsoft apresentou outros aspectos do novo sistema operacional, a ser conhecido como o Windows 8, durante as apresentações seguintes. Entre essas mudanças (que também incluiu uma interface reformulada otimizado para uso em dispositivos baseados em toque construídas em torno de linguagem de design Metro) foi a introdução do Windows Runtime (WinRT) . Software desenvolvido com essa nova arquitetura pode ser independente do processador (que permite a compatibilidade com x86 e sistemas baseados em ARM), que enfatizam o uso de entrada de toque , seria executado dentro de um ambiente no modo seguro para fornecer segurança adicional, e será distribuído através da Windows Store - uma loja semelhante a serviços como a App Store e Google Play. WinRT também foi otimizado para proporcionar uma experiência de "confiável" mais em dispositivos baseados em ARM, como tal, para trás compatibilidade para Win32 software de outro modo compatível com versões mais antigas do Windows foi intencionalmente excluídos do Windows em ARM. Desenvolvedores Windows indicaram que as aplicações do Windows existentes não foram especificamente otimizadas para a confiabilidade e eficiência energética na arquitetura ARM, e que o WinRT foi suficiente para a prestação de "pleno poder expressivo" de aplicações, "evitando as armadilhas e ciladas que podem potencialmente reduzir a experiência global para os consumidores." Consequentemente , essa falta de compatibilidade com versões anteriores também impediriam os malwares existente em execução no sistema operacional.
Em 16 de abril de 2012, a Microsoft anunciou que o Windows em ARM seria oficialmente marcado como o Windows RT. Microsoft não indicou explicitamente o que é "RT" em nome do sistema operacional referido, mas acreditava-se referir-se à arquitetura do Windows Runtime (RT). Steven Sinofsky afirmou que a Microsoft iria garantir que as diferenças entre o Windows RT e 8 foram adequadamente tratados na publicidade. No entanto, relatos encontrados que as páginas web promocionais para a superfície tablet Microsoft continha texto confuso aludindo às diferenças de compatibilidade, e que os representantes da Microsoft Store estavam fornecendo informações inconsistentes e às vezes incorretas sobre o Windows RT. Em resposta, a Microsoft afirmou que aos membros da equipe da Microsoft Store seria dada uma média de 15 horas de treinamento antes do lançamento do Windows 8 e Windows RT para assegurar que os consumidores fossem capazes de fazer a escolha correta para suas necessidades. Os primeiros dispositivos com Windows RT foram lançados oficialmente junto com o Windows 8 em 26 de outubro de 2012.
O Windows 8.1, uma grande atualização para o Windows 8 e RT, foi lançado na Windows Store em 17 de Outubro de 2013 e contém uma série de melhorias para a interface e funcionalidade do sistema operacional. Para dispositivos Windows RT, a atualização também adiciona o Outlook ao pacote Office incluído RT. A atualização foi temporariamente lembrada pela Microsoft logo após seu lançamento, seguindo relatos de que alguns usuários da RT Surface tinham encontrado um bug raro que corrompia  dados de configuração do seu dispositivo durante a instalação, resultando em um erro na inicialização. Em 21 de outubro de 2013 a Microsoft lançou a mídia de recuperação e instruções que poderiam ser usadas para reparar o aparelho, e restaurou o acesso ao Windows 8.1 no dia seguinte.

## Diferenças do Windows 8
Enquanto as funções do Windows RT de forma semelhante ao Windows 8, ainda existem algumas diferenças notáveis entre as duas plataformas, envolvendo principalmente software e compatibilidade de hardware. Julie Larson-Green, vice-presidente executivo de Dispositivos e grupo Studios da Microsoft, explicou que o Windows RT acabou sendo projetado para fornecer a, "turnkey fechado" experiência do usuário "onde ele não tem toda a flexibilidade do Windows, mas ela tem o poder do Office e, em seguida, todas as novas aplicações de estilo. Assim, você poderá dar a sua criança e ela não vai carregá-lo com um monte de barras de ferramentas acidentalmente da Internet Explorer e, em seguida, vêm a você mais tarde e dizer, 'por que estou recebendo todas essas pop-ups? Ele só não é capaz de fazer isso por design."

### Software Incluído
O Windows RT não inclui o Windows Media Player, em favor de outros aplicativos multimídia encontrados na Windows Store, no lançamento, estes aplicativos para o popular serviço de streaming de vídeo Netflix incluído, e o Xbox Music in-house e Xbox Serviços de vídeo.
Todos os dispositivos Windows RT incluem o Office 2013 Home & Student RT-uma versão especial do Microsoft Office (que consiste em Excel, OneNote, PowerPoint, Word, Outlook, juntamente com início em 8.1) com otimizações para sistemas baseados em ARM. Como a versão do Office RT incluído em dispositivos Windows RT é baseado na versão Home & Student, ele não pode ser usado para "atividades comerciais, sem fins lucrativos, ou geradores de receitas", a menos que a organização tem uma licença de volume para o Office 2013 ou o usuário tem uma assinatura 365 Escritório com direitos de uso comercial. Windows RT inclui também um sistema de criptografia de dispositivo baseado em BitLocker, que criptografa os dados do usuário de forma passiva, uma vez que entre com uma conta da Microsoft.

### Compatibilidade de Software
Devido às diferentes plataformas de dispositivos baseados em ARM, o Windows RT contém limitações no que diz respeito à compatibilidade de software. Embora o sistema operacional ainda fornece o ambiente de desktop tradicional do Windows ao lado de interface do usuário do Windows 8 orientada para o toque "moderno" com base na linguagem de design Metro, as únicas aplicações desktop oficialmente suportados pelo Windows RT são aqueles que vêm com o sistema operacional em si, como Arquivo Explorer, Internet Explorer e Office RT. Somente o Windows loja de aplicativos (obtido a partir do Windows Store ou sideloaded em ambientes corporativos) podem ser instalados por usuários em dispositivos Windows RT. Os desenvolvedores não podem aplicativos de desktop de porta para ser executado no Windows RT, uma vez que os desenvolvedores da Microsoft sentiu que eles não estariam devidamente otimizado para a plataforma. Como consequência, o Windows RT também não suporta o "novo - experiência permitiu" navegadores web. Uma especial classe de aplicativo utilizado no Windows 8 que permite que navegadores para agrupar as variantes que podem ser executados na interface do usuário de estilo moderno e integrar com outros aplicativos, mas ainda usam código Win32 como programas de desktop .

### Compatibilidade de Hardware
Em uma apresentação no evento de lançamento do Windows 8, em Nova York, Steven Jay Sinofsky afirmou que o Windows RT apoiaria cerca de 420 milhões de dispositivos de hardware existentes e periféricos. No entanto, em comparação com o Windows 8, a funcionalidade completa não estará disponível para todos os dispositivos, e alguns dispositivos não será suportado. A Microsoft fornece um portal "Centro de Compatibilidade", onde os usuários podem procurar informações de compatibilidade em dispositivos com o Windows RT; no lançamento, o site listado pouco mais de 30.000 dispositivos que eram compatíveis com o sistema operacional.

### Gestão de Dispositivo
O Windows RT não suporta conexão a um domínio para logins de rede, nem suporta a Diretiva de Grupo para gerenciamento de dispositivos como as versões normais do Windows 8. No entanto, o Exchange ActiveSync, o serviço Windows Intune, ou System Center Configuration Manager 2012 SP1 pode ser usado para fornecer algum controle sobre os dispositivos Windows RT em ambientes corporativos, tais como a capacidade de aplicar políticas de segurança e fornecer um portal que pode ser usado para sideload aplicativos de fora da Windows Store.

## Dispositivos
Microsoft impõe um rígido controle sobre o desenvolvimento e produção de dispositivos Windows RT: eles são projetados em cooperação com a empresa, e deve ser construída a concepção estrita e especificações de hardware, incluindo os requisitos para usar apenas "aprovado" modelos de determinados componentes. Para garantir a qualidade do hardware e controlar o número de dispositivos lançados após o lançamento , os três participantes fabricantes de chips ARM só foram autorizados a parceira com até dois fabricantes de PCs para desenvolver a primeira "onda" de dispositivos Windows RT no programa de desenvolvimento da Microsoft. Qualcomm em parceria com a Samsung e HP, Asus e Nvidia com a Lenovo, e Texas Instruments com a Toshiba . Além disso, uma parceria com a Microsoft para produzir Nvidia Superfície RT- o primeiro dispositivo de computação baseado no Windows para ser fabricado e comercializado diretamente pela Microsoft. O Windows RT foi projetado para suportar chips de conhecer a arquitetura ARMv7, 32 plataforma de processador bits.  pouco depois do lançamento original do Windows RT, ARM Holdings divulgou que estava trabalhando com a Microsoft e outros parceiros de software no apoio ao novo ARMv8. A arquitetura, que incluem uma nova variante de 64 bits, em preparação para dispositivos futuros  .
Vários parceiros de hardware retirado do programa durante o desenvolvimento do Windows RT, sendo o primeiro Toshiba e Texas Instruments. TI mais tarde anunciou que iria parar de produzir produtos ARM para smartphones e tablets para se concentrar no mercado de sistemas embarcados. A HP também saiu do programa, acreditando que tablets baseados em Intel foram mais apropriado para o uso do negócio de ARM. HP foi substituída pela Dell como um parceiro Qualcomm alternativo. Acer também a intenção de lançar um dispositivo com Windows RT ao lado de seus produtos baseados no Windows 8, mas, inicialmente, decidiu adiá-la até o segundo trimestre de 2013, em resposta à reação mista para a superfície. O lançamento do tablet da Microsoft desenvolvido pego Acer de surpresa, levando a preocupações de que a superfície poderia deixar "um enorme impacto negativo para o [Windows] ecossistema e outras marcas".
A primeira onda de dispositivos Windows RT incluem:
Asus VivoTab RT (lançado em 26 de outubro, 2012)
Dell XPS 10 (lançado em dezembro de 2012, interrompido em 25 de setembro de 2013)
Lenovo IdeaPad Yoga 11 (lançado em dezembro de 2012)
RT Microsoft Surface (lançado em 26 de outubro de 2012)
Ativ Tab Samsung (Lançado em Reino Unido em 14 de dezembro de 2012, lançamentos americanos e alemães cancelado)
Depois de ter planejado para produzir um dispositivo Windows RT perto de seu lançamento, o presidente da Acer Jim Wong depois indicou que não havia "nenhum valor" na versão atual do sistema operacional, e iria reconsiderar seus planos para futuros produtos do Windows RT sobre a liberação de a atualização 8.1 em 9 de agosto de 2013, a Asus anunciou que deixaria de produzir qualquer produto do Windows RT; presidente Johnny Shih expressou descontentamento com o desempenho do Windows RT mercado, considerando-a "não muito promissor"  Durante a introdução de seus tablets Venue baseados em Android e Windows 8 em outubro de 2013, o vice-presidente Neil mão da Dell afirmou que a empresa não tinha planos para produzir uma versão atualizada do XPS 10.
No início de setembro de 2013, o CEO da Nvidia Jen-Hsun Huang afirmou que a empresa estava "trabalhando duro" com a Microsoft no desenvolvimento de uma segunda revisão do Surface. The Surface 2 tablet da Microsoft, que é alimentado por quad-core Tegra da Nvidia 4 plataforma, foi apresentado oficialmente em 23 de setembro de 2013 e lançado em 22 de outubro de 2013.  no mesmo dia, como a superfície 2 do lançamento, a Nokia (cujo negócio de telefonia móvel está em processo de ser adquirida pela Microsoft) apresentou o Lumia 2520, um tablet com Windows RT com um processador Qualcomm Snapdragon 800, LTE, e um design semelhante a sua linha de produtos Windows Phone.

## Aceitação/Rejeição
Dispositivos de lançamento do Windows RT recebeu críticas mistas sobre a sua libertação. Dentro de uma revisão da Asus VivoTab RT por PC Advisor, o Windows RT foi elogiado por ser um sistema operacional móvel que ainda ofereceu algumas facilidades para o PC como um full-featured gerenciador de arquivos, mas notou sua falta de compatibilidade com software Windows já existente, e que não teve nenhum media player adequado , além de um "sem-vergonha, canal in-your-face para Xbox Music". AnandTech acredita o Windows RT foi o primeiro sistema operacional "legitimamente útil" móvel, em parte devido ao seu sistema de multitarefa, empacotado os programas do Office, o desempenho interface lisa e suporte "decente" para uma ampla variedade de dispositivos USB, em comparação com outros sistemas operacionais na arquitetura ARM. No entanto, a OS foi muito criticado por seus tempos de inicialização de aplicativos lentos em comparação com um iPad recente, e suporte de driver irregular para impressoras. O pequeno número de aplicativos "qualidade" disponíveis no lançamento também foi notada, mas considerado um não-problema.
Recepção da versão prévia do RT 8.1 foi misto; tanto ExtremeTech e TechRadar elogiou as melhorias de interface orientada a tablet do sistema operacional, juntamente com a adição de Outlook; do TechRadar Dan Grabham acredita que a inclusão do Outlook foi importante porque "ninguém no seu sã consciência iria tentar e lidar com e-mail de trabalho no interior do Correio app-padrão não é apenas para a tarefa." No entanto, ambos os problemas de desempenho experientes que executam a versão beta na superfície baseado em Tegra 3 RT; ExtremeTech concluiu que "tal como está, nós ainda não temos certeza por que você sempre optar por comprar um tablet com Windows RT quando não estão com preços semelhantes Atom- dispositivos x86 potência que executam a versão completa do Windows 8."

### Relevância de Mercado e resposta
A necessidade de introduzir no mercado uma versão ARM-compatível do Windows foi questionado por analistas por causa de desenvolvimentos recentes na indústria de PC, Intel e AMD introduziu system-on-chip projetos baseados em x86 para o Windows 8, Atom "Clover Trail" e "Temash", respectivamente, em resposta à crescente concorrência de licenciados ARM. Em particular, a Intel afirmou que tablets baseados em Trail Clover poderia proporcionar vida útil da bateria que rivaliza com a de dispositivos ARM, em um teste por PC World, baseado -Trail Clover Ativ Smart PC da Samsung mostrou ter vida útil da bateria superior ao da superfície baseado em ARM RT. Peter Bright do Ars Technica argumentou que o Windows RT não tinha propósito claro, uma vez que a vantagem de poder de dispositivos baseados em ARM estava "longe de ser tão clara como era há dois anos", e que os usuários estariam melhor Escritório 2013 compra -se por causa dos recursos removidos e restrições de licenciamento do Office RT.
O Windows RT também foi cumprida com a reação morna por parte dos fabricantes, em junho de 2012, Hewlett-Packard cancelou seus planos de lançar um tablet com Windows RT, afirmando que seus clientes sentiam tablets baseados em Intel são mais apropriados para uso em ambientes de negócios. Em janeiro de 2013, a Samsung cancelou o lançamento americano de seu tablet com Windows RT, o Ativ Tab, citando o posicionamento claro do sistema operacional, a demanda "modesto" para dispositivos Windows RT , mais o esforço e investimento necessário para educar os consumidores sobre as diferenças entre Windows 8 e RT como razões para a mudança. Mike Abary, vice -presidente sênior de norte-americanos de PC e tablet negócios da Samsung, também afirmou que a empresa não foi capaz de construir o Ativ Tab para cumprir o seu preço-alvo de ponto, considerando que um custo mais baixo foi destinado a ser um ponto de venda para dispositivos Windows RT. CEO da Nvidia Jen- Hsun Huang expressou desapontamento com o desempenho do Windows RT mercado, mas pediu Microsoft para continuar aumentando sua concentração na plataforma ARM. Huang também comentou sobre a exclusão do Outlook do Escritório 2013 suíte incluídos no dispositivo, e sugeriu que a porta do software Microsoft para RT, bem como (em resposta à demanda do público, a Microsoft anunciou a inclusão do Outlook com versões futuras do Windows RT em junho 2013). Em maio de 2013, surgiram relatos de que a HTC tinha descartou planos para produzir um de 12 polegadas do Windows RT tablet, uma vez que custaria muito para produzir, e que haveria maior demanda por dispositivos menores (que que planejava produzir em seu lugar). 
A fraca demanda resultou em cortes de preços para vários produtos do Windows RT, em abril de 2013 o preço do Dell XPS 10 caiu de EUA $ 450 dos EUA para US $ 300, e Microsoft começou a oferecer coberturas livres para o seu tablet de superfície, em alguns territórios, como uma promoção por tempo limitado em si um valor EUA US $ 130 para o tipo sozinho Cover. Microsoft também reduziu teria o custo de licenças do Windows RT para dispositivos com telas menores, na esperança de que isso poderia estimular o interesse na plataforma. Em julho de 2013, Microsoft cortou o preço do Surface RT mundial em 30%, com o seu preço EUA caindo para US $ 350. Ao mesmo tempo, a Microsoft anunciou uma perda de EUA 900 milhões dólares, devido às vendas fracas do aparelho. Em agosto de 2013, a Dell silenciosamente tirou a opção de comprar o XPS 10 a partir de sua loja on-line, sem um dock de teclado ( elevando seu preço de volta para EUA $ 479), e puxou o aparelho completamente em setembro de 2013 desconto da Microsoft sobre a superfície RT tenha resultado em um ligeiro aumento da quota de mercado para o dispositivo. No final de agosto de 2013, os dados de uso da rede de publicidade AdDuplex (que fornece serviços de publicidade dentro do Windows loja de aplicativos), revelou que o uso de superfície RT tinha aumentou de 6,2 para 9,8%.
Em novembro de 2013, falando sobre o Windows RT na Conferência Global Technology UBS, Julie Larson -Green fizeram comentários discutir o futuro da estratégia móvel da Microsoft em torno da plataforma Windows. Larson-Green afirmou que no futuro (que representam Windows, Windows RT e Windows Phone), Microsoft era "[não] vai ter três [sistemas operacionais móveis]." O destino do Windows RT foi deixado claro por seus comentários ; analistas da indústria interpretados como sinais de que a Microsoft estava se preparando para descontinuar o Windows RT, devido à sua fraca adopção, enquanto outros sugeriram que a Microsoft estava planejando unificar Windows e Windows Phone.

### Restrições e Limitações de Compatibilidade
Em contraste com o Windows 8 (onde o recurso teve que ser ativado por padrão, mas continuam a ser configurável pelo usuário), a Microsoft exige que todos os dispositivos Windows RT ter UEFI Secure Boot permanentemente ativado. A decisão foi criticada por prejudicar a escolha do usuário, evitando a instalação de sistemas operacionais alternativos como o Linux, no entanto, Tom Warren da The Verge observou que outros smartphones recentes e tablets foram vendidos em um estado semelhante bloqueado, incluindo aqueles com Microsoft própria sistema operacional Windows Phone.
A exigência de obter a maioria dos softwares no Windows RT através da Windows Store foi considerado de natureza semelhante às lojas de aplicativos em outras plataformas móveis " fechados"; onde apenas software certificado sob orientações emitidas pelo fornecedor (ou seja, Microsoft) podem ser distribuídos no loja. Microsoft também foi criticado pelos desenvolvedores do navegador Firefox para efetivamente prevenir o desenvolvimento de navegadores de terceiros para Windows RT (e forçando o uso de seu próprio navegador Internet Explorer), restringindo o desenvolvimento de aplicações desktop e, por não prestar as mesmas APIs e exceções disponíveis no Windows 8 para navegadores de código que podem ser executados na interface de estilo moderno.

### Exploit "Jailbreak"
Em janeiro de 2013, um escalonamento de privilégios explorar foi descoberto no kernel do Windows que podem permitir que o código não assinado para ser executado em Windows RT, a explorar envolveu o uso de uma ferramenta de depuração remoto (fornecido pela Microsoft para depurar aplicativos WinRT em dispositivos Windows RT) para executar código que altera o nível de assinatura armazenada na memória RAM para permitir que o código não assinado para executar (por padrão, ela é definida como um nível que apenas permite que o código assinado pela Microsoft para executar) ao lado de sua explicação sobre o exploit, o desenvolvedor também incluiu um apelo pessoal a Microsoft pedindo-lhes para remover as restrições de dispositivos Windows RT, alegando que sua decisão não foi por razões técnicas, e que os dispositivos seria mais útil se essa funcionalidade estava disponível. Em um comunicado, um porta-voz da Microsoft aplaudiu o esforço, o que indica que o exploit não representa uma ameaça à segurança, porque requer acesso administrativo ao dispositivo, técnicas avançadas, e que ainda necessitam de programas de voltar a ser compilado para ARM. No entanto, a Microsoft ainda indicou que a façanha seria corrigido em uma atualização futura.
Uma ferramenta baseada em arquivos batch logo à tona no XDA Developers para auxiliar os usuários no processo de realizar a façanha, e uma variedade de aplicativos de desktop portados começaram a surgir , como o emulador Bochs , PuTTY e TightVNC. Mais tarde, um emulador conhecido como "Win32emu" à tona, permitindo que os usuários para executar o software x86 em um dispositivo Windows RT jailbroken. No entanto, ele não suporta todas as APIs do Windows e executa programas mais lento do que seria em um sistema nativo.